# Commissione di auditoria ecuadoriana del debito pubblico
La Commissione di auditoria ecuadoriana del debito pubblico è una commissione che ha indagato sulla composizione del debito.

## Storia
Durante il suo mandato, il presidente costituzionale della repubblica, l’economista Rafael Correa Delgado, decretò l’istituzione della Commissione di “Auditoría Integral del Crédito Público (CAIC)”, con la collaborazione delle organizzazioni sociali nazionali e straniere di auditoria, fra cui il CADTM.
La CAIC era stata creata con lo scopo di verificare le conseguenze economiche e sociali prodotte dalla politica economica e monetaria, sviluppata dai governi dei precedenti trent’anni.
Tra gli esperti che costituivano la commissione presenziavano esperti internazionali tra cui : la brasiliana María Lucia Fattorelli, il tedesco Juergen Kaiser, l’argentino Alejandro Olmos Gaona, il britannico Gail Hurley, il peruviano Oscar Ugarteche e il belga Eric Toussaint.
La commissione, nata nel giugno 2007, ha sviluppato il lavoro di auditoria fino al settembre 2008, data di pubblicazione del report della Caic ecuadoriana.
In seguito ai risultati dell’attività di auditoria del CAIC, il presidente Correa decretò il ripudio di quella quota parte di debito nazionale individuato come debito illegittimo perché contratto non nell’interesse del popolo ecuadoriano, obbligandolo a destinare più del 50% delle risorse economiche del paese al pagamento dello stesso debito, nonché odioso perché stipulato con creditori consapevoli o che avrebbero dovuto esserlo, dopo aver fatto le verifiche necessarie.  
Nello stesso periodo Correa propose anche la creazione di un Tribunale Internazionale di Arbitrato sul Debito Sovrano alle Nazioni Unite per la soluzione del problema del debito illegittimo e odioso, che limita i diritti fondamentali delle persone e dei popoli, acutizzando la povertà, aumentando l’emigrazione e deteriorando le condizioni ambientali del paese.
Il 14 dicembre 2008 il presidente Correa, per la prima volta, dichiarò l’intenzione di non ripagare i 30,6 milioni di dollari di cedole sulle obbligazioni in scadenza.
Correa poteva contare sul sostegno dei movimenti sociali dell’Ecuador (in primis Grupo Nacional de Deuda de Ecuador) che in occasione del 60º anniversario della dichiarazione dei Diritti dell’uomo, manifestarono nel centro di Quito per “difendere e appoggiare l’azione di auditing integrale del debito dell’Ecuador e per non pagare il debito illegittimo al FMI”.
Il presidente della coalizione dei popoli indigeni Ecurunati, Humberto Cholango si rese promotore della presentazione del rapporto finale della Commissione sul debito estero dell’Ecuador (Caic) al IV Foro Sociale Mondiale a Belem (Brasile).
L’atto del ripudio dei debiti contratti con il fondo monetario internazionale suscitò in tutto il mondo una tale grande solidarietà al lavoro della CAIC che il premio Nobel per la pace, Adolfo Peréz Esquivel, incontrò il presidente ecuadoriano Rafael Correa consegnandogli, a nome di organizzazioni e movimenti sociali di tutto il mondo, una 'Lettera aperta a sostegno del processo di auditoria in Ecuador. I firmatari sottolineavano l'importanza di promuovere questo tipo d'iniziativa con il fine di ottenere la giustizia, mettere fine alla dominazione e al saccheggio praticati attraverso il debito e ridare ai popoli ecuadoriani la sovranità e le risorse che appartengono al popolo.

## Pubblicazione
- 2008: Ecuador en la encrucijada, con Benoit Boucher, Virginie de Romanet, Stéphanie Jacquemont, Cécile Lamarque, Hugo Ruiz Díaz Balbuena, Ediciones Abya-Yala, Quito, 2008.
- 2007: THE CONCEPT OF ODIOUS DEBT IN PUBLIC INTERNATIONAL LAW (PDF)